# France Renouvelables
Ne doit pas être confondu avec Énergie éolienne en France.
France renouvelables, anciennement France énergie éolienne, est l'association représentative de la filière éolienne en France puis des énergies renouvelables électriques.

## Historique
L'association est fondée en 1996 par Jean-Yves Grandidier, président fondateur de Valorem, et Jean-Michel Germa, fondateur de la Compagnie du vent. L'association représente alors la filière éolienne en France.
En 2023, l'association se renomme France renouvelables pour représenter des énergies renouvelables électriques (éolien, solaire ...) et les solutions de stockage et de flexibilités associées.

## Activités
L'association rassemble plus de 360 membres, professionnels des énergies renouvelables électriques en France, et porte des solutions systémiques pour accélérer le déploiement de l'éolien, du solaire et du stockage en France. France renouvelables formule des propositions pour améliorer et renforcer le cadre réglementaire et économique des énergies renouvelables en France.

### Représentation de la filière des énergies renouvelables électriques en France
L'association représente ses adhérents auprès des pouvoirs publics, nationaux, européens et régionaux ainsi qu'auprès des instances de régulation. Elle défend la structuration d'une filière industrielle ambitieuse en France et en Europe
France renouvelables est membre de WindEurope (European Wind Energy Association), association regroupant les professionnels de la filière éolienne au niveau européen.

### Développement de la filière et publications
L'association anime des groupes de travail rassemblant ses membres, permettant par exemple la publication en 2019 d'un contrat standard de vente directe d'électricité (PPA). 
Elle organise chaque année le Colloque national éolien, qui rassemble les professionnels du secteur et propose des conférences sur le thème de l'énergie éolienne, de la transition énergétique et du système électrique. 
Elle publie chaque année l'Observatoire de l'éolien, un rapport qui vise à « évaluer les emplois et le marché de l’éolien en France ». En 2024 elle publie la première édition de l'Observatoire du système renouvelable électriques

## Organisation

### Adhérents
France renouvelables rassemble plus de 360 membres, professionnels de la filière des énergies renouvelables électriques en France. Les membres sont issus de diverses activités du secteur des énergies renouvelables : développement de projets, recherche, financement, construction, exploitation, formation, etc.

### Gouvernance
France renouvelables est administrée par un conseil d’administration composé de 20 membres élus par l'assemblée générale pour une période de deux ans. 

### Implantation sur le territoire national
Douze groupes régionaux sont structurés au sein de France renouvelables et sont chargés de relayer l’action de l'association au niveau local : Bretagne, Normandie, Pays de la Loire, Hauts-de-France, Bourgogne-Franche-Comté, Grand Est, Auvergne-Rhône-Alpes, Occitanie, Provence-Alpes-Côte d’Azur, Nouvelle-Aquitaine, Île-de-France et Centre-Val de Loire.

## Présidences
- Anne-Catherine de Tourtier (depuis 2021), présidente de Nordex France SAS[11]
- Nicolas Wolff (2019-2021), vice-président et directeur général Europe, Europe Boralex
- Olivier Perot (2016-2019), directeur général Europe du Sud de Senvion
- Frédéric Lanoe (2013-2016), président d'EDP Renováveis France
- Nicolas Wolff (2009-2013), directeur général de Vestas France[12]
- Charles Dugué (2007-2009), Wind Dynamic[13]
- Jean-Michel Germa (2000-2004), président de la Compagnie du vent[2].